# Bătălia de pe Marchfeld
Bătălia de pe Marchfeld, cunoscută, de asemenea, sub numele de Bătălia de la Dürnkrut sau Bătălia de la Dürnkrut și Jedenspeigen, a avut loc loc pe 26 august 1278, fiind un eveniment decisiv în istoria Europei Centrale. Este considerată una dintre cele mai mari bătălii ale cavalerilor din Europa. Rudolf de Habsburg, în vârstă de 60 de ani, ales rege romano-german la 1 octombrie 1273, s-a opus cu succes regelui Boemiei, Ottokar al II-lea, în vârstă de 46 de ani. Bătălia a avut o însemnătate epocală pentru istoria Austriei oferind premisa pentru intrarea ducatelor Austria și Stiria în posesia Casei de Habsburg reprezentând actul istoric prin care s-au pus bazele domniei Habsburgilor asupra spațiului austriac pentru următorii 630 de ani. Câmpia dintre cele două localități, Dürnkrut și Jedenspeigen, se află pe lunca râului Morava, numită Marchfeld, în Austria Inferioară. Începând din anul 2003 un festival medieval care comemorează bătălia are loc alternativ în cele două localități.

## Premise
Perioada care a urmat după stingerea familiei Hohenstaufen, numită interregn (1250–1273), a făcut posibilă politica de expansiune dusă de regele Ottokar al II-lea care și-a însușit pe diferite căi, în detrimentul imperiului, feude rămăse fără stăpân după stingerea Casei de Babenberg alipindu-le regatului său. După ce a fost ales rege romano-german, pentru a-și impune puterea Rudolf I de Habsburg s-a străduit să readucă în imperiu ducatele Austria, Stiria și Carintia și alte teritorii ocupate de Ottokar. Temeiul legal pentru această intervenție era principiul anunțat la scurt timp după începutul cârmuirii sale că toate proprietățile imperiale existente anterior destituirii împăratului Frederic al II-lea de către papa Inocențiu al IV-lea (în 1245), trebuiau restituite imperiului. Așa cum era de așteptat, Ottokar nu s-a supus acestei cereri.

## Context istoric
La scurt timp după moartea ducelui Frederic al II-lea de Babenberg a început lupta pentru teritorille ce îi aparținuseră. Ottokar al II-lea dorea să creeze sub stăpânirea sa un mare domeniu omogen ceea ce devenise posibil după victoria decisivă pe care o repurtase în față regelui Ungariei, Béla al IV-lea.
Acest succes și opresiunea la care supusese înalta nobilime, i-au permis lui Ottokar să ocupe ducatele Austria, Stiria și Carintia, margrafiatele Craina și Friuli și Marca Vindica. Totuși, politica sa stângace și faptul că s-a bazat mai ales pe populația orașelor și pe nobilimea inferioară, a dus la accentuarea resentimentelor înaltei nobilimi ale cărei privilegii le limitase. În încercarea de a scăpa de un eventual conducător puternic, principii electori au ales la 29 septembrie 1273 ca rege romano-german pe Rudolf de Habsburg - un conte puțin cunoscut. Ottokar, care se străduise să ocupe tronul imperial, a refuzat să recunoască alegerea lui Rudolf care cerea întoarcerea în imperiu a teritoriilor ocupate de el.
Ca și principii germani, Rudolf nu mai era dispus să accepte poziția de putere a lui Ottokar în imperiu. Refuzul regelui Boemiei de a se înfățișa înaintea curții imperiale întrunite la Nürnberg și tărăgănarea învestiturii lui Rudolf furnizau suficiente motive juridice pentru a dispune proscrierea și, după scurgerea unui an, excomunicarea lui Ottokar. Nobilii și prelații din țările austriece au trecut de partea lui Rudolf. Acesta s-a aliat cu regele Ungariei, de partea sa aflându-se și familia Wittelsbach, arhiepiscopul de Salzburg și frații Meinhart și Albert de Gorizia. Când trupele lui Rudolf și ale aliaților săi au intrat în Austria, Stiria și Carintia, nobilimea și majoritatea orașelor s-au lepădat repede de Ottokar, doar Viena opunând mai multă rezistență. În fața acestei situații, Ottokar a decis să se supună fără luptă. El a renunțat la țările austriece în schimbul înfeudării cu Boemia și Moravia.
Rudolf a ordonat o pace teritorială pentru țările austriece. Prevederile acordului de pace indicau o oarecare favorizare a înaltei nobilimi căreia i-a fost dat dreptul de a construi cetăți și fortificații (în 1246 Ottokar al II-lea ordonase distrugerea cetăților construite fără permisiune). Trebuiau însă atrași și cei ce se bucuraseră de ocrotirea lui Ottokar (locuitorii orașelor și nobilimea inferioară). Numeroase orașe (primele fiind Krems și Tulln) au primit privilegii, iar Vienei i s-a acordat din nou privilegiul primit inițial de la Frederic al II-lea în 1237: nemijlocirea imperială. Față de mănăstiri Rudolf s-a dovedit la fel de generos ca și regele Boemiei. Ottokar a intrat în legătură cu susținătorii săi din Ducatul Austria, încă destul de numeroși, și a refuzat să se retragă din anumite teritorii.
După ce Ottokar nu a onorat invitația de a se prezenta la Dieta imperială (de două ori în 1275 și încă o dată în 1276) și i s-a impus interdicția imperială, fapt care nu a părut să-l impresioneze, dieta a hotărât o intervenție militară împotriva sa.
În vara anului 1276, în timp ce regele Boemiei nu se hotărâse încă în ce mod era mai bine să acționeze, Rudolf și trupele aliate bavareze s-au îndreptat împotriva Vienei. Ottokar a așteptat trupele imperiale pe câmpia Marchfeld însă o parte a oastei sale a dezertat. Ca urmare, Ottokar a renunțat, fără luptă, la Austria, Stiria, Carintia și Craina. Înfeudat din nou cu Boemia și Moravia, el s-a retras la Praga cu gândul de a reveni. „Pacea de la Viena” din 1276 nu a fost de durată, dar a fost suficient de lungă ca Ottokar să-și reorganizeze oastea și să încheie noi alianțe.

## Ajunul bătăliei
În 1278, pregătindu-se de confruntare, lui Ottokar i-a fost mai ușor decât în 1276 să câștige aliați. Ducele Henric al XIII-lea al Bavariei Inferioare a trecut în mod deschis de partea lui Ottokar și familia Kuenring s-a răsculat aprinzând făclia războiului în nordul Austriei Inferioare. O conjurație a cetățenilor Vienei a fost deconspirată. De asemenea, margraful de Brandenburg și prinții polonezi au promis ajutor lui Ottokar, poziția lui fiind întărită și de prietenia cu arhiepiscopul de Köln, care a asigurat neutralitatea principilor electori ecleziaști. Pe de altă parte, Ottokar credea că se poate descurca cu ușurință fără ajutorul Ungariei, fiindcă puterea trupelor auxiliare poloneze i se părea suficientă. Rudolf dispunea de trupe mai puțin numeroase, el putând să conteze pe cavalerii din țările austriece, pe arhiepiscopul de Salzburg, episcopul de Basel și pârcălabul de Nürnberg.
Planul lui Ottokar prevedea ca în Bavaria înaintarea aliaților lui Rudolf să fie împiedicată cât mai mult timp posibil. Ottokar însuși a pornit spre Austria pe 27 iunie intenționând să o invadeze pe 15 iulie. Cu toate acestea, deoarece oastea sa principală nu era încă adunată, el nu a putut da curs atacului Vienei așa cum plănuise. Ottokar a început asedierea fortificațiilor din Drosendorf, cucerite după 16 zile, și din Laa an der Thaya. Rudolf a avut astfel suficient timp pentru a întreprinde o acțiune riscantă: a decis să abandoneze ideea asediului Vienei și le-a cerut aliaților să se îndrepte spre Marchfeld - lunca râului Morava (în germană March). În ciuda obstacolelor întâmpinate din Bavaria, contingentele militare au ajuns în număr mare și la timp în tabăra de pe Marchfeld. O importanță deosebită în această bătălie au avut-o călăreții cumani ai regelui maghiar, Ladislau al IV-lea. Aceștia au trecut nestingheriți Dunărea și s-au unit din nou cu trupele lui Rudolf. Surprins de această acțiune, Ottokar a întrerupt asediul Vienei pe 18 august și s-a îndreptat către adversarul său. Rudolf era gata de luptă. El a ordonat strângerea corturilor pe 23 august și și-a așezat noua tabără lângă Dürnkrut, unde dorea să-și înfrunte rivalul în luptă deschisă.

## Desfășurarea bătăliei
Bătălia a început în dimineața zilei de 26 august 1278 în jurul orei 9. Alături de Rudolf de Habsburg se aflau, înafară de trupele regelui Ladislau al IV-lea, trupe din Stiria, Carintia, Salzburg și Suabia, iar alături de Ottokar al II-lea luptau trupe din Boemia, Moravia, Turingia, Meißen, Bavaria, Silezia, Saxonia și Polonia. Prin comparație, trupele aflate de partea lui Rudolf erau totuși considerabil mai mici.
Fiecare tabără dispunea de aproximativ 30 000 de oameni, însă ambele părți au decis intrarea în luptă doar a cavaleriei, infanteria urmând să asigure paza taberelor lor. Rudolf a decis să folosească o tactică militară în care oastea era împărțită în câte două grupuri cu libertate de mișcare individuală care se susțineau reciproc formând un front comun. Au avut loc trei confruntări. La fiecare confruntare au participat aproximativ 1500 de călăreți, cei cu armuri grele fiind plasați în spate. 
Ottokar și-a împărțit, de asemenea, cavalerii în două grupuri de 2000 de călăreți fiecare. Călăreții săi cu armuri grele au participat în principal la prima și la a doua confruntare.
Timp de trei zile, armata lui Rudolf a așteptat la 40 de kilometri nord-est de Viena înaintarea inamicului. Între timp cumanii au făcut incursiuni pentru recunoașterea zonei și a trupelor inamice. Având informații despre mișcările adversarului său, Rudolf a pregătit două acțiuni tactice de surprindere a adversarului: prima a fost plasarea a 60 de cavaleri între dealurile aflate pe flancul drept al lui Ottokar, pentru a-i folosi la momentul decisiv; a doua a fost plasarea în afara câmpului vizual a lui Ottokar a celei mai puternice părți a oștirii pentru a fi folosită în a treia confruntare. În secolul al XIII-lea folosirea vicleniei în luptă era considerată ca dezonorantă și necreștinească, motiv pentru care inițial nimeni nu a vrut să participe la o astfel de ambuscadă. Abia după multe insistențe Ulrich al II-lea de Kapellen a fost de acord să preia conducerea celor 60 de cavaleri ascunși, însă și-a cerut scuze în avans camarazilor săi pentru acțiunea pe care urma să o conducă.
Superiori ca forță, cavalerii cu armuri grele (aproximativ 6500) ai lui Ottokar păreau să învingă ușor cavaleria inferioară numeric a inamicului său (aproximativ 4500 de cavaleri). Oastea lui Rudolf a crezut că se află într-o situație fără speranță.
Primele succese au fost obținute de cei aproximativ 4000 de arcași călare cumani ai regelui Ladislau care trebuiau să protejeze propriile flancuri în timpul atacului. Urmând o strategie de demoralizare, cumanii s-au atacat devreme aripa stângă a cavalerilor cu armuri grele ai lui Ottokar care se deplasau totuși mai încet și nu au putut urmări suficient de repede cavaleria ungară mai ușoară. Prin urmare, cumanii și-au putut continua nestingheriți atacurile, sute de cavaleri adversari pierzându-și viața fără a lupta efectiv.
Pentru Ottokar victoria a părut la îndemână când calul lui Rudolf a fost ucis și acesta, în vârstă de 60 de ani, se afla pe pământ. Walter von Ramswag din Thurgau, a reușit să-l salveze pe Rudolf și astfel bătălia a continuat deși durase deja trei ore. Oastea lui Ottokar a început să dea semne de epuizare. Rezerva militară ascunsă a lui Rudolf a intrat în luptă jucând rolul decisiv. Al treilea atac desfășurat în centrul câmpului de luptă a provocat pierderi devastatoare trupelor lui Ottokar. În jurul orei 12 atacul cavalerilor conduși de ministerialul Ulrich al II-lea de Kapellen, pe flancul drept al regelui Boemiei, a dus la separarea armatei inamice în două părți determinând schimbarea cursului luptei și atribuirea victoriei lui Rudolf.
Ottokar, care lupta lângă oamenii săi, a recunoscut situația dificilă și a ordonat rezervei sale militare să intre în luptă. O mică parte a acestor trupe, sub comanda lui Milota von Diedicz, schimbând direcția, a încercat să-l atace din spate pe Ulrich de Kapellen. Probabil această mișcare a fost greșit înțeleasă de cavalerii boemi și interpretată ca o fugă, astfel că Rudolf a făcut uz de o decizie finală cu scopul de a provoca panică în oastea Boemiei. În mare măsură înconjurată și sub impresia că rezerva militară se retrăgea, trupele regelui Boemiei s-au destrămat, retragerea ordonată devenind imposibilă. Oamenii lui Rudolf au accentuat confuzia cu strigătul convenit deja înainte de luptă: „Ei fug!”
Mulți cavaleri care au încercat să scape trecând râul Morava s-au înecat ori au fost uciși de cumani. Până la sfârșitul ostilităților, numărul victimelor căzute din rândul trupelor lui Ottokar s-a ridicat la 12 000. Numărul celor căzuți din trupele lui Rudolf nu este cunoscut. Corpul mutilat al lui Ottokar a fost găsit pe câmpul de luptă între Jedenspeigen și Drösing. Se presupne că a fost ucis de dușmani personali, probabil rude ale lui Siegfried de Mahrenberg pe care îl condamnase la moarte în 1271/1272. Regele Boemiei a fost înmormântat la Praga, mormântul său fiind descoperit abia la 14 decembrie 1976 în Catedrala Sf. Vitus.
Urmând deaproape oastea inamică, Rudolf a invadat Boemia și Moravia. Încheierea păcii a confirmat impunerea puterii habsburgice. O înțelegere încheiată de Rudolf cu Cunigunda, văduva lui Ottokar, urmată de o dublă căsătorie încheiată între copiii lor au avut menirea de a contribui la înlăturarea conflictelor dintre cele două dinastii. Astfel, fiul omonim al lui Rudolf s-a căsătorit cu Agnes, fiica lui Ottokar, iar Iudita, fiica lui Rudolf a devenit soția lui Venceslau, fiul moștenitor al tronului Boemiei.
Bătălia decisivă de la Dürnkrut a fost așadar considerată una dintre cele mai mari bătălii date de cavalerii din Evul Mediu. Totuși, anumite declarații ulterioare ar trebui privite critic. Faptul că prima soție a lui Ottokar al II-lea ar fi militat pentru o soluție pașnică în ajunul bătăliei este o idee a scriitorului Franz Grillparzer (drama „Norocul și sfârșitul regelui Otokar” - König Ottokars Glück und Ende"): Margareta de Babenberg, soția repudiată de Ottokar, murise în 1267 deci cu unsprezece ani înainte de bătălie.

## Urmări
Rudolf a început organizarea teritoriilor și crearea bazei viitorului imperiu. El a știut să-și folosească victoria pe plan diplomatic. A trimis o scrisoare locuitorilor boemi și moravi, în care declara că dorește să-i cruțe pe cei învinși și să acorde refugiu copiilor regelui Ottokar. S-a detașat de jefuitorii cumani eliminând astfel orice opoziție în inima teritoriului fostului său rival. O ultimă acțiune militară a margrafului Otto al IV-lea de Brandenburg, care a ajuns până la Kolin, a fost, de asemenea, stopată prin preluarea tutelei lui Venceslau, fiul în vârstă de șapte ani al lui Ottokar, și în același timp a administrației Boemiei pe o perioadă de cinci ani.
Prin victoria sa, Rudolf a readus în imperiu teritoriile ajunse sub stăpânirea lui Ottokar (ducatele Austria, Stiria și Carintia precum și margrafiatul Craina). Printr-o politică prietenoasă privind cetățenii Vienei și nobilii din respectivele ducate, el a câștigat suficientă susținere pentru a lega centrul de mai târziu al Imperiului Habsburgic de urmașii săi. Pe 17 decembrie 1282 la Dieta din Augsburg Rudolf i-a înfeudat pe cei doi fii ai săi, Albert I și Rudolf al II-lea, cu fostele teritorii ale Casei de Babenberg fără să se teamă de vreo opoziție serioasă din partea principilor electori. Totși, aceștia au amânat recunoașterea actului de înfeudare până la 27 decembrie 1282.
Rudolf, care-și avea propriile posesiuni pe teritoriul actual al Elveției, este considerat strămoșul dinastiei Habsburgilor. El nu a fost vreodată încoronat ca împărat deoarece de două ori evenimentul nu a putut avea loc la data stabilită.
Habsburgii sunt menționați documentar ca aflându-se în Viena începând din 1278. Dinastia lor urma să-și mențină supremația în teritoriile austriece pentru următorii 630 de ani.
Ladislau al IV-lea a fost forțat de papa Nicolae al III-lea să-i convingă pe cumani, aliații săi păgâni să se convertească la creștinism, chiar împotriva voinței lor dacă era necesar. Inițial acesta s-a supus și a înfrânt cu succes rezistența cumanilor în fața acestei idei. Totuși, în 1290 el a fost ucis de nobilii maghiari în timpul unei festivități într-un cort cuman, posibil din ordinul papei.
Noul rege al Boemiei, Venceslau al II-lea, fiul lui Ottokar al II-lea, a condus familia Přemyslid o perioadă scurtă și înfloritoare. După încheierea tutelei sub margraful Otto al IV-lea de Brandenburg, care îl ținuse ca pe un prizonier, a moștenit de la vărul său regretat Henric al IV-lea principatul Cracoviei, pe care datorită stingerii Dinastiei Arpadiene din Ungaria, l-a putut lăsa moștenire fiului său, Venceslau al III-lea, alăturându-l regatului ungar. Un an după moartea tatălui său, Venceslau al III-lea a fost ucis la Olomouc. Deoarece nu avea urmași, stingerea familiei Přemyslid a fost pecetluită.
Bătălia de pe Marchfeld a dejucat o posibilă evoluție care ar fi degradat și condamnat teritoriile austriece să devină o anexă a coroanei Boemiei așa cum s-a întâmplat cu Moravia și mai târziu cu Silezia. Contemporanii bătăliei au fost impresionați mai ales de moartea tragică a unui rege care timp de 26 de ani stăpânise cu succes teritoriile Babenbergilor. Opera istoriografică a cronicarului Ottokar de Stiria schițează la începutul secolului al XIII-lea, imaginea personalității unui suveran mare, dar nechibzuit, al cărui orgoliu l-a dus la pieire.